# Kant Sheck Dees Bluze
Kant Sheck Dees Bluze — студійний альбом блюзового співака і гітариста Джиммі Докінса, випущений лейблом Earwig Records 9 квітня 1992 року. Записаний під час однієї сесії, яка відбулась 18 червня 1991 року на студії ACME Studios в Чикаго. В записі альбому взяла участь співачка Нора Джин Воллес, яка виконала дві пісні.
Через три місяці після виходу альбому, сесійний клавішник гурту Едді Ласк покінчив життя самогубством, кинувшись в річку Чикаго.

## Список композицій
1. «Ain't Got It» (Джиммі Докінс) — 4:14
2. «Rockin D. Blues» (Джиммі Докінс) — 5:51
3. «Made the Hard Way» (Джиммі Докінс) — 5:51
4. «A Love Like That» (Маргарет Семпсон, Фред Барнс) — 4:08
5. «Kant Sheck Dees Bluze» (Джиммі Докінс) — 9:09
6. «Gittar Rapp» [інструментальна] (Джиммі Докінс) — 4:55
7. «Too Bad Baby» (Джиммі Докінс) — 4:30
8. «My Man Loves Me» (Нора Джин Воллес) — 4:13
9. «Get on the Ball»  (Джиммі Докінс) — 5:10
10. «Wes Cide Bluze»  (Джиммі Докінс) — 4:57
11. «Beetin Knockin Ringin»  (Джиммі Докінс) — 7:08
12. «Luv Sumbody»  (Джиммі Докінс) — 4:02
13. «Gotta Hold On»  (Джиммі Докінс) — 6:10

## Учасники запису
- Джиммі Докінс — гітара і вокал
- Нора Джин Воллес — вокал (4,8)
- Біллі Флінн — ритм-гітара
- Джонні Б. Гейден — бас
- Едді Ласк — фортепіано, орган
- Рей Скотт — ударні

### Технічний персонал
- Джиммі Докінс — продюсер
- Майкл Роберт Френк — продюсер
- Денні Вайт — інженер
- Блейз Бартон — інженер
- Ел Брендтнер — дизайн
- Джеймс Фрейгер, Скотт Ольсон — фотографія